# San Carlos Centro
San Carlos Centro é um município de 2ª categoria da província de Santa Fé, na Argentina.